# Fronteira França–Suíça
A fronteira entre França e Suíça é a linha que limita os territórios de França e Suíça.

## Características

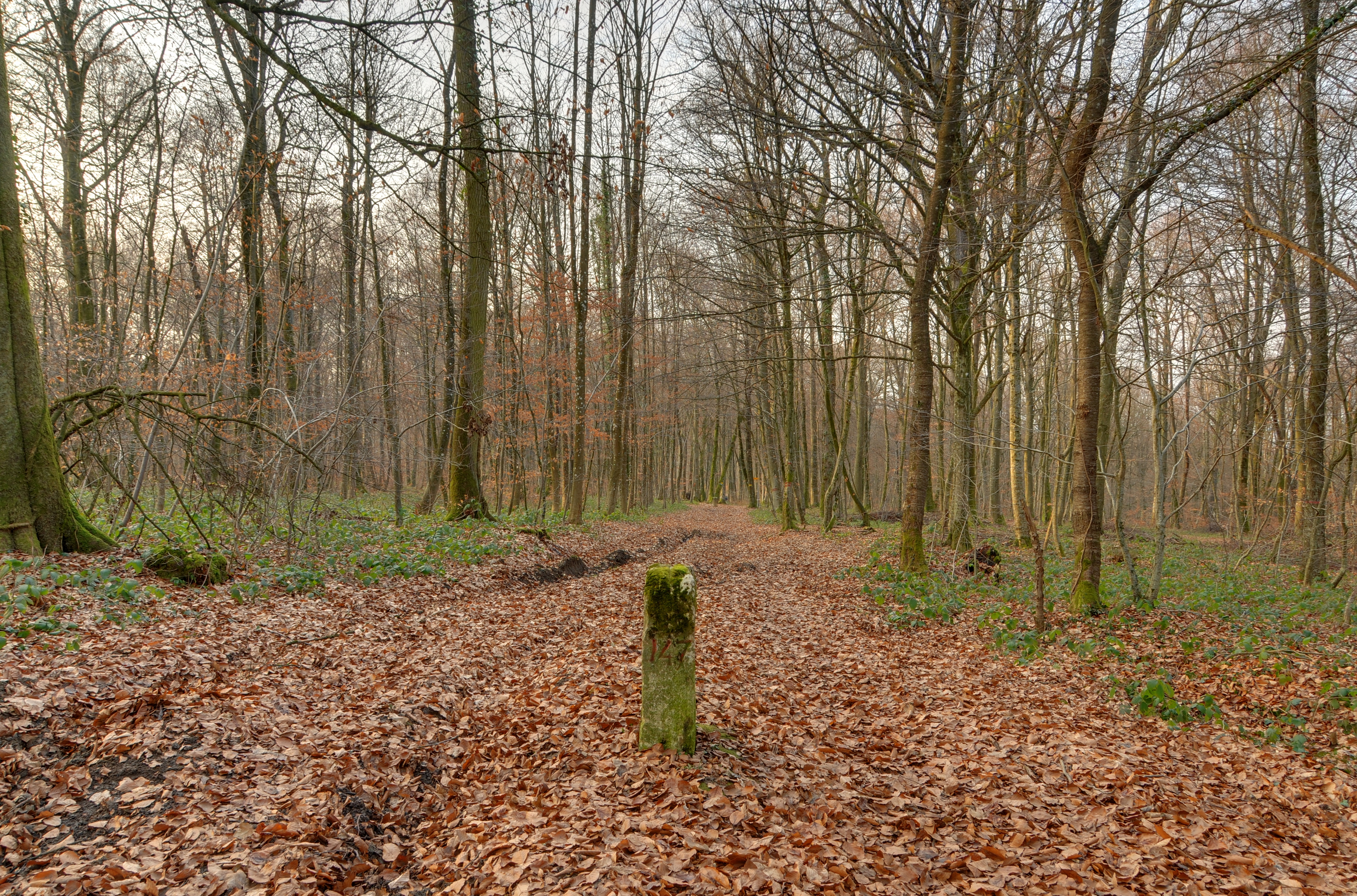
Trecho da fronteira entre o departamento do Território de Belfort, França, à direita, e o Cantão de Jura, na Suíça, à esquerda.

Esta fronteira começa no ponto de tríplice fronteira Alemanha - França - Suíça (47° 35′ 23″ N, 7° 35′ 21″ L), situado no meio do rio Reno, entre as comunas de Weil-am-Rhein (Alemanha, lande de Baden-Württemberg), de Huningue (França, departamento do Alto Reno) e a cidade de Basileia (Suíça, cantão de Basileia-Cidade).
Segue a direcção geral para sudoeste através do maciço do Jura, até aos arredores de Genebra. Entre Meyrin e Saint-Genis-Pouilly passa através dos edifícios e instalações da Organização Europeia para a Investigação Nuclear (CERN), sobre o túnel do Large Hadron Collider (LHC). Contorna a cidade e passa pelo rio Ródano antes de se juntar à margem sul do lago Leman entre Chens-sur-Léman (França) e Hermance (Suíça). Passa de modo grosseiro no meio do lago por cerca de 50 km, antes de se juntar à margem cortando a localidade de Saint-Gingolph. Toma a direcção geral para sul através dos Alpes.
Termina a sul da tríplice fronteira França - Itália - Suíça (45° 55′ 23″ N, 7° 02′ 40″ L), junto ao cume do monte Dolent (3 820 m de altitude), na comuna francesa de Chamonix-Mont-Blanc (departamento de Alta Saboia), comuna italiana de Courmayeur (Vale de Aosta) e comuna suíça de Orsières (cantão de Valais).
O traçado foi modificado muitas vezes, por exemplo, numa ocasião para que a pista do aeroporto de Genebra ficasse inteiramente na Suíça, ou para que passasse mais perto da alfândega entre as auto-estradas suíça A1 e francesa A401..